# Grzegorz Górski
Grzegorz Kazimierz Górski (ur. 14 grudnia 1961 w Toruniu) – polski prawnik, nauczyciel akademicki, adwokat, polityk, samorządowiec, doktor habilitowany nauk prawnych, profesor nadzwyczajny m.in. Katolickiego Uniwersytetu Lubelskiego Jana Pawła II i Toruńskiej Szkoły Wyższej – Kolegium Jagiellońskiego, od 2011 do 2014 członek Trybunału Stanu. 

## Życiorys

### Wykształcenie i działalność zawodowa
W 1985 ukończył studia na Wydziale Prawa i Administracji Uniwersytetu Mikołaja Kopernika. W 1988 uzyskał na UMK stopień doktora, a w 1996 habilitował na Wydziale Prawa i Administracji Uniwersytetu Warszawskiego.
Od 1988 do 1992 pracował w Zakładzie Historii Pomorza Instytutu Historii Polskiej Akademii Nauk. W 1994 został wykładowcą Katolickiego Uniwersytetu Lubelskiego. W 1997 został kierownikiem Katedry Historii Prawa i Państwa na Wydziale Prawa Kanonicznego i Świeckiego KUL. W 1998 został profesorem nadzwyczajnym na tym wydziale. Obejmował również stanowiska profesorskie na innych uczelniach (Akademia Obrony Narodowej, Akademia Sztuki Wojennej, Instytut Organizacji i Zarządzania w Przemyśle „Orgmasz”, Pomorska Szkoła Wyższa w Starogardzie Gdańskim, Kolegium Jagiellońskie).
W latach 2004–2007 był rektorem Warszawskiej Szkoły Wyższej – Collegium Varsoviense, a od 2006 do 2008 dyrektorem Instytutu Organizacji i Zarządzania w Przemyśle ORGMASZ w Warszawie. Został także partnerem w kancelarii prawnej oraz przewodniczącym rady nadzorczej Polskiej Wytwórni Papierów Wartościowych.
Pod jego kierunkiem stopień naukowy doktora uzyskał w 2002 Leszek Ćwikła.

### Działalność polityczna
W 1981 został wiceprzewodniczącym zarządu uczelnianego Niezależnego Zrzeszenia Studentów na UMK. Działał w Duszpasterstwie Akademickim. W 1987 wszedł w skład zarządu Klubu Chrześcijańsko-Demokratycznego, a następnie zarządu głównego Chrześcijańsko-Demokratycznego Stronnictwa Pracy. W 1990 wstąpił do Porozumienia Centrum. Zasiadał w radzie politycznej tej partii.
Od grudnia 1990 do grudnia 1991 był doradcą premiera Jana Krzysztofa Bieleckiego, a od grudnia 1991 do czerwca 1992 podsekretarzem stanu w Urzędzie Rady Ministrów.
Od 1995 do 1998 zasiadał w radzie naczelnej Ruchu Odbudowy Polski. Bez powodzenia ubiegał się z listy tego ugrupowania o mandat posła w wyborach parlamentarnych w 1997 w okręgu toruńskim (otrzymał 4587 głosów). Współpracował z Ruchem na rzecz Jednomandatowych Okręgów Wyborczych. W 2002 współtworzył w Toruniu Obywatelski Komitet Wyborczy, z ramienia którego bez powodzenia kandydował na urząd prezydenta miasta. W 2006 ponownie bezskutecznie ubiegał się o to stanowisko z ramienia Prawa i Sprawiedliwości. Z listy tej partii został w tym samym roku wybrany do rady miasta. W 2007 wstąpił do PiS. W wyborach w 2010 ponownie wybrany na radnego Torunia.
W wyborach parlamentarnych w 2011 był kandydatem PiS do Senatu w okręgu grudziądzkim. 17 listopada 2011 Sejm VII kadencji wybrał go na członka Trybunału Stanu, zrezygnował z tej funkcji z dniem 13 października 2014. W tym samym roku bez powodzenia kandydował do sejmiku kujawsko-pomorskiego.
W 2018 w trakcie kryzysu wokół Sądu Najwyższego w Polsce zgłosił swoją kandydaturę na stanowisko sędziego Izby Kontroli Nadzwyczajnej i Spraw Publicznych Sądu Najwyższego. Krajowa Rada Sądownictwa jednak w sierpniu 2018 odrzuciła jego kandydaturę. W czerwcu 2024 r. został zatrzymany przez CBA pod zarzutem przekupstwa (art. 229 §1 i §4 k.k ) oraz płatnej protekcji czynnej (art. 230a § 1 k.k) związanej z decyzjami wydawanymi na rzecz Akademii Jagiellońskiej przez PKA

## Publikacje
- Administracja Polski Podziemnej w latach 1939–1945. Studium historyczno-prawne, Fundacja Inicjatyw Lokalnych Pomerania, Toruń 1995.
- Ustrój Polskiego Państwa Podziemnego 1939–1945. Studium historyczno-prawne, Wydawnictwo KUL, Lublin 1995.
- Wrzesień 1939. Rozważania alternatywne, Bellona, Warszawa 2000.
- Historia ustrojów państw (współautor), Wydawnictwo Prawnicze LexisNexis, Warszawa 2001.
- Historia administracji, Wydawnictwo Prawnicze LexisNexis, Warszawa 2002.
- Sąd Najwyższy Stanów Zjednoczonych. Od powstania do wojny secesyjnej, Fundacja Pomerania, Toruń 2002.
- Sąd Najwyższy Stanów Zjednoczonych do roku 1930, Wydawnictwo KUL, Lublin 2006.
- Wrzesień 1939. Nowe spojrzenie, White Plum, Toruń 2014.

## Życie prywatne
Jego córką jest Joanna Górska-Szymczak, która w 2015 została rektorem Toruńskiej Szkoły Wyższej – Kolegium Jagiellońskiego.